# International Track & Field: Summer Games
International Track & Field: Summer Games è un videogioco sportivo per PlayStation e Nintendo 64 pubblicato e sviluppato da Konami nel 2000 e facente parte della serie Track & Field. Il videogioco è stato pubblicato in Nord America con il nome di International Track & Field 2000 e in Giappone con il nome di Ganbare Nippon! Olympics 2000. Il gioco è stato pubblicato anche per Dreamcast, PlayStation 2 e Game Boy Color sotto il nome di ESPN International Track & Field in Nord America ed Europa.

## Eventi sportivi

### Versione Nintendo 64
- 100 metri piani
- Salto in lungo
- Barra orizzontale
- Salto con l'asta
- Lancio del martello
- 100 metri stile libero (nuoto)
- 110 metri ostacoli
- Lancio del giavellotto
- Sollevamento pesi
- Salto in alto
- Salto triplo
- Rana (nuoto)
- Volteggio
- Fossa olimpica

### Versione PlayStation
- 100 metri piani
- Salto in lungo
- Salto con l'asta
- Lancio del martello
- Lancio del giavellotto
- Sollevamento pesi
- 50 metri stile libero (nuoto)
- Volteggio a cavallo
- Ciclismo 1 km a tempo
- Ciclismo sprint
- Canoa/kayak

### Versioni Dreamcast e PlayStation 2
- 100 metri piani
- 110 metri ostacoli
- Salto in lungo
- Salto con l'asta
- Lancio del giavellotto
- 100 metri stile libero (nuoto)
- Sollevamentoi pesi
- Barra orizzontale
- Fossa olimpica
- Ginnastica ritmica

### Versione Game Boy Color
- Salto in alto
- 110 metri ostacoli
- Lancio del giavellotto
- 100 metri stile libero (nuoto)
- Volteggio
- Salto in lungo
- Salto con l'asta
- Sollevamento pesi
- Fossa olimpica
- 100 metri piani
- Scherma (solo modalità Trial & Versus)
- Tennistavolo (solo modalità Trial & Versus)

## Nazionali
- Australia
- Canada
- Cina
- Francia
- Germania
- Regno Unito
- Italia
- Kenya
- Giappone
- Paesi Bassi
- Russia
- Spagna
- Stati Uniti